# 高遐齡
高遐齡（？—？），江蘇人，清朝官員。吏員出身。

## 生平
高遐齡於1760年（乾隆25年）接替趙榮壽，於台灣台北地區擔任八里坌巡檢一職，是大台北地區的地方父母官。